# Hvalbiartunnilin
Hvalbiartunnilin er navnet på to tunneler på øen Suðuroy, den sydligste beboede ø på Færøerne, som forbinder bygderne Hvalba og Trongisvágur.
Den oprindelige Hvalbiartunnel, nu kaldet Gamli Hvalbiartunnilin (den gamle Hvalbatunnel), åbnede i 1963 og blev lukket i maj 2021. Den er Færøernes ældste tunnel.
Nýggi Hvalbiartunnilin (den nye Hvalba-tunnel) blev åbnet i maj 2021 og erstatter Gamli Hvalbiartunnilin. Tunnelerne ejes og vedligeholdes af Landsverk, den offentlige myndighed for offentlige arbejder.

## Historie
I århundrederne før den første tunnel blev bygget, var Hvalba og Trongisvágur forbundet af en vardesti via Krákugjógv.
Byggeriet af Hvalbiartunnilin startede i 1961, og åbnede i 1963 som Færøernes første tunnel. Den lukkede den 8. maj 2021 med åbningen af den nye tunnel. Den gamle tunnel var en uoplyst, ensporet tunnel med en længde på 1.450 meter. På grund af dens begrænsede frihøjde på 3,2 meter kunne den ikke håndtere store køretøjer i moderne størrelse, der typisk måler 3,7 til 4,0 meter, inklusive lastbiler, trailere og turistbiler. Nordgående trafik måtte vige for sydgående trafik på forbifartssteder, hvilket bremsede den offentlige transport.
I 2017 blev det besluttet at erstatte den gamle tunnel med en ny tunnel.Denne tunnel, med to spor og en frihøjde på 4,5 meter, måler 2,5 kilometer i længden. Boringen startede den 27. juni 2019 og afsluttedes den 7. juli 2020.
En ny adgangsvej på 2,4 kilometer blev anlagt på Hvalba-siden og 1,4 kilometer på Trongisvágur-siden.
Tunnelen er bygget af ArtiCon og LNS. Den kostede 272 millioner DKK. Tunnelen åbnede den 8. maj 2021 med en ceremoni, veteranbiler og en konvoj af lastbiler, der tidligere ikke kunne komme til Hvalba. Den gamle tunnel vil blive ombygget og er fra december 2023 indhegnet for trafik.
Den nye Hvalbiartunnilin vil få yderligere betydning, hvis den undersøiske Suðuroyartunnilin anlægges mellem Sandvík på Suðuroy og øen Sandoy. Denne tunnel er endnu ikke besluttet, men ifølge planerne skulle den åbne omkring 2030.Sandoy er forbundet med hovedstaden Tórshavn og resten af landet via Sandoyartunnilin.
Vardestien mellem Hvalba og Trongisvágur er en populær vandrerute.
- Wikimedia Commons har flere filer relateret til Hvalbiartunnilin